# Thielpark
Der Thielpark (ehemals Thielplatz) ist eine im Berliner Ortsteil Dahlem des Bezirks Steglitz-Zehlendorf gelegene geschützte Grünanlage. Der Park ist nach Hugo Thiel (1839–1918), einem deutschen Politiker benannt, der als Vorsitzender der Kommission zur Aufteilung der Domäne Dahlem tätig war. Gemeinsam mit dem sich südöstlich anschließenden Triestpark ist der Thielpark als Gartendenkmal geschützt.

## Geschichte und Gestaltung
Das Gebiet des Parks entstand als glaziale Rinne zum Ende der letzten Eiszeit. In den Vertiefungen sammelte sich Wasser und formte kleinere Gewässer aus. Ende des 19. Jahrhunderts verzeichnete Berlin ein erhebliches Bevölkerungswachstum. Um 1901 begann der Preußische Landtag damit, die an die Stadt angrenzenden großen Acker-, Weide- und Waldflächen systematisch in Bauland umzuwandeln. Hierzu setzten sie eine Aufteilungskommission unter der Leitung Thiels ein, der als Ministerialdirektor im preußischen Landwirtschaftsministerium arbeitete. Er erkannte, dass sich der Park auf Grund seiner hügeligen Struktur mit teilweise steilen Hängen und Senken nur schwer vermarkten ließ. Bei der Anlage der umliegenden Villengrundstücke wies er die Fläche daher als Park aus.
Im Park liegen insgesamt vier Teiche: der Schilfteich, der Thielparkteich sowie zwei weitere, unbenannte Gewässer. Der Park gilt im 21. Jahrhundert als eine „der am stärksten frequentierten Parkanlagen in Berlin-Zehlendorf“. Jan Schulz-Ojala von der Zeitung Der Tagesspiegel bezeichnete in einem seiner Artikel den Park als eine „filigrane Grünfaser“.
Er wird von der U-Bahn-Linie 3 durchschnitten.
Direkt an den Thielpark grenzt die Jesus-Christus-Kirche Dahlem.

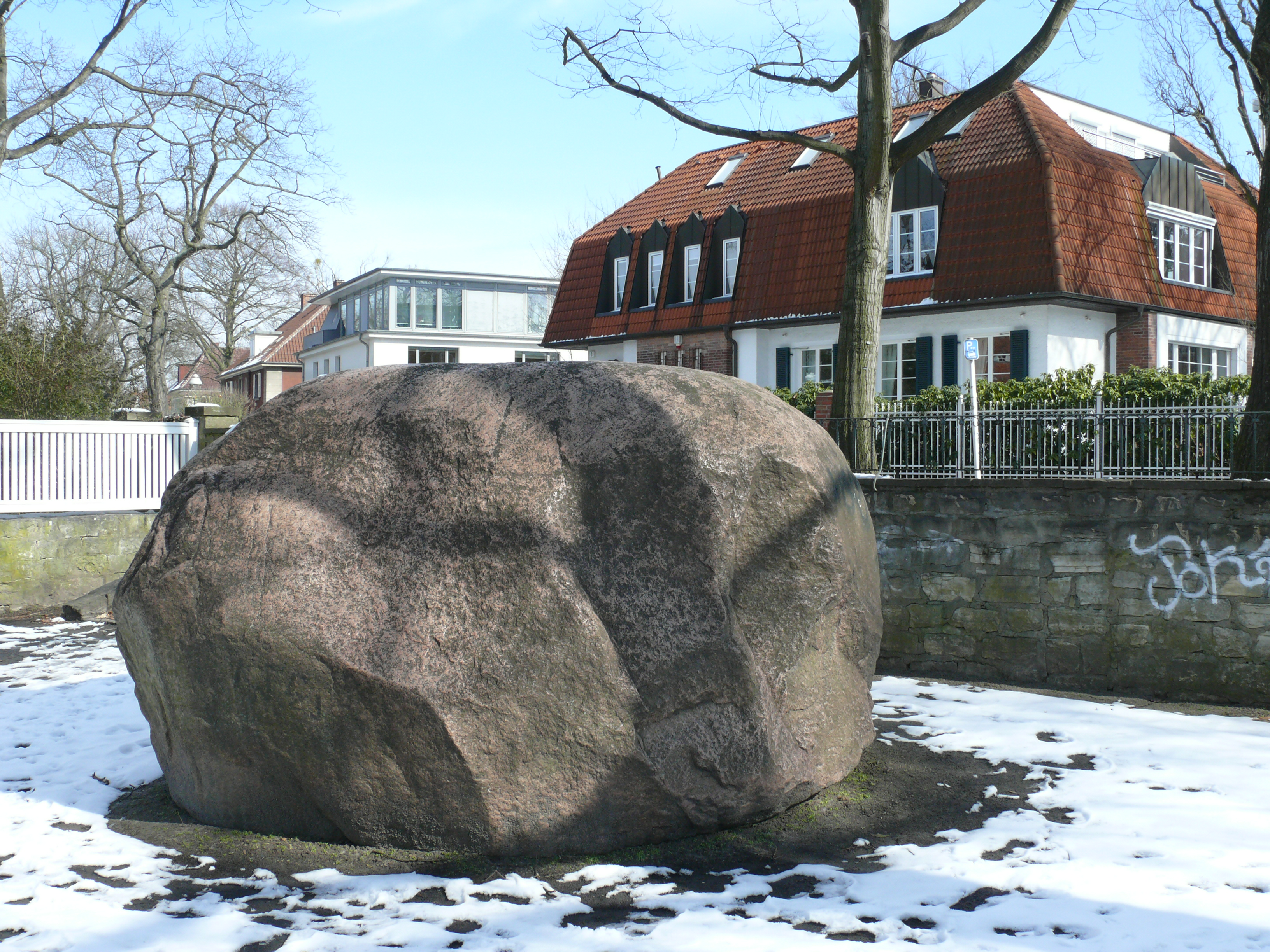
Thielstein

Im Schwarzen Grund liegt ein großer Findling, der sogenannte Thielstein, der als Naturdenkmal der Stadt Berlin ausgezeichnet ist. Er ist der größte Findling Berlins, wiegt 50 Tonnen und hat einen Umfang von zehn Metern. Er wurde beim Bau des U-Bahnhofs Freie Universität (Thielplatz) gefunden und es dauerte 14 Tage, ihn aus der Baugrube mit Seilwinden um rund 40 Meter an seinen gegenwärtigen Platz zu versetzen.